# Prin-Deyrançon
Prin-Deyrançon [pʁɛ̃ deʁɑ̃sɔ̃] ist eine französische Gemeinde mit 597 Einwohnern (Stand 1. Januar 2022) im Département Deux-Sèvres in der Region Nouvelle-Aquitaine (vor 2016 Poitou-Charentes). Sie gehört zum Arrondissement Niort und zum Kanton Mignon-et-Boutonne. Die Einwohner werden Prinois genannt.

## Geographie
Prin-Deyrançon liegt etwa 46 Kilometer ostnordöstlich von La Rochelle und etwa 22 Kilometer südwestlich von Niort am Mignon. Das Gemeindegebiet gehört zum Regionalen Naturpark Marais Poitevin. Umgeben wird Prin-Deyrançon von den Nachbargemeinden Le Bourdet im Norden, Épannes im Nordosten und Osten, La Rochénard im Osten und Südosten, Mauzé-sur-le-Mignon im Süden und Westen sowie Saint-Hilaire-la-Palud im Nordwesten.

## Geschichte
Im Jahr 1402 sind die beiden Gemeinden Day und Rançon nachweisbar, die nach den Verheerungen der Religionskriege vereinigt wurden. Nach der Revolution wurde Deyrançon mit einer Fläche von 32 km² zur größten Gemeinde des Départements. Sie umfasste die beiden Dörfer Prin und Le Petit-Breuil, 18 Weiler und mehrere Einzelhöfe.
Die Rivalität der Einwohner des in einem Torfmoor gelegenen Prin und Le Petit-Breuil in einem Weinanbaugebiet ließ die Gemeinde Deyrançon im 19. Jahrhundert unregierbar werden. 1856 wurde Le Petit-Breuil Hauptort der Gemeinde, worauf die Bewohner Prins den Bau eines Rathauses und einer Schule in Dey forderten. Gegen Ende des Jahrhunderts wurden zahlreiche Häuser aufgegeben und verfielen. 1883 wurde die Schule von Dey zugunsten zweier Schulen in Le Petit-Breuil und Prin geschlossen.
1903 wurde die Gemeinde Deyrançon in die Gemeinden Prin-Deyrançon und Le Petit Breuil-Deyrançon geteilt. Die Kirche Notre-Dame und der Friedhof von Dey, an der Grenze zwischen den neuen Gemeinden gelegen, wurden von beiden weitergenutzt.

### Das vergessene Durchgangslager
Étienne Servants Dokumentarfilm Camp de Prisonniers de Prin-Deyrançon, der weitgehend auf Zeitzeugen-Interviews basiert, scheint eine der wenigen Quellen zu sein, die die Geschichte dieses – so der Film-Vorspann – „camp de transit oublié“ nachzeichnet. Im Abspann heißt es dazu:

„Die Geschichte des Gefangenenlagers Prin-Deyrançon ist völlig aus dem lokalen Gedächtnis verschwunden. Weder im Departement noch im Rathaus gibt es Aufzeichnungen.
Die Dorfbewohner haben den Großteil der Spuren verschwinden lassen ...
Es gibt keine Gedenktafel und die Kinder der Schulen wurden nie zu diesem Ort der Erinnerung geführt!
Haben einige von der kostenlosen Arbeitskraft profitiert, die dieser Ort zwischen 1941 und 1945 zur Verfügung stellte?“

An diesem Nichtwissen haben auch nahezu parallel zu der Entstehung des Dokumentarfilms stattgefundene Arbeiten zur Sicherung von Überresten des vergessenen Lagers nichts geändert. Im Jahr 2010 kam ein Teil des Daches der Lagerkapelle (vermutlich die Abdeckung des kleinen Glockenturms) in den Besitz eines heimatgeschichtlichen Vereins aus dem benachbarten Le Vanneau-Irleau. Dessen Mitglieder machten sich 2011 daran Grundmauern und Gebäudereste freizulegen. Was von diesen Arbeiten geblieben ist, sind eine Reihe von Fotos.

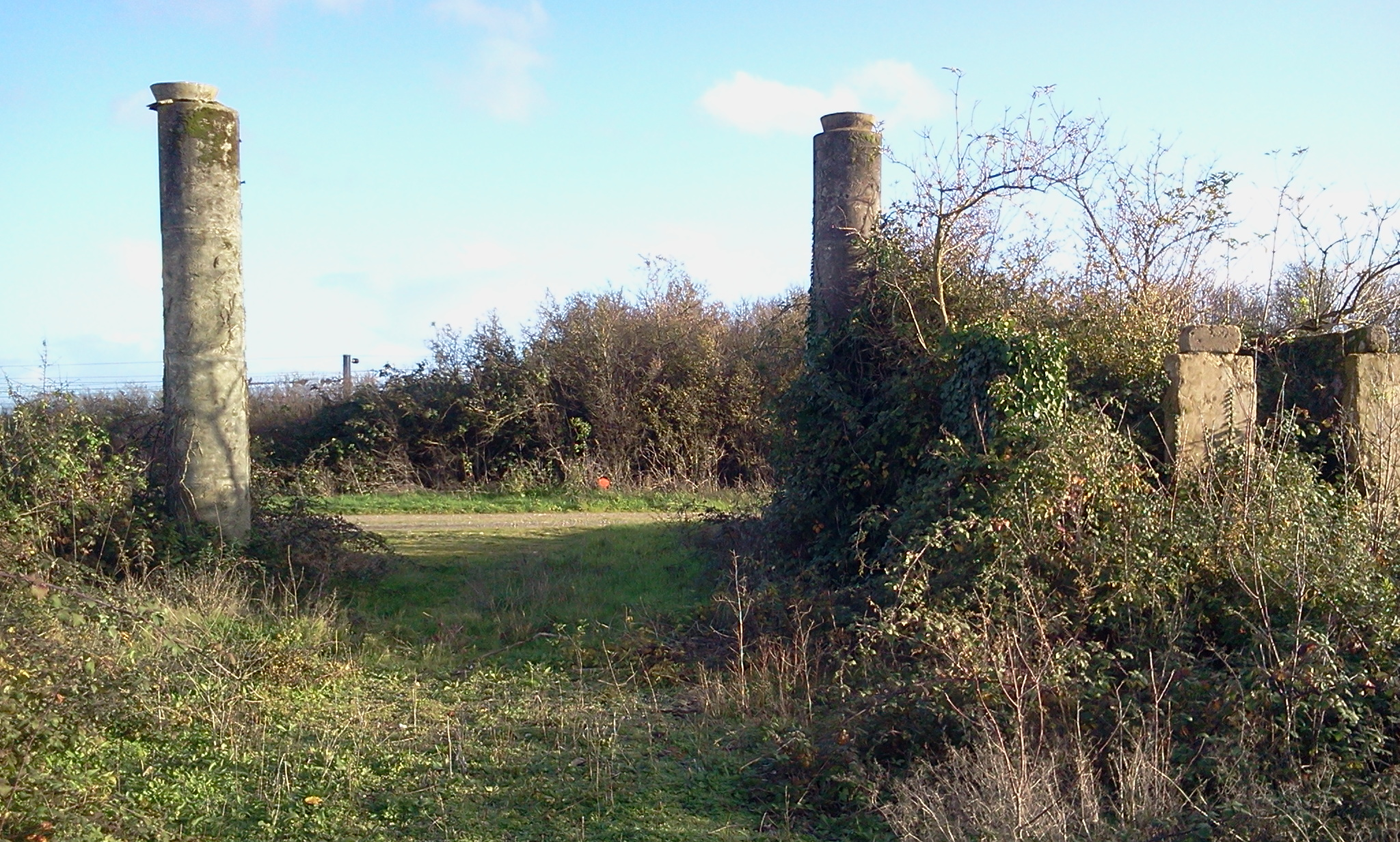
Ehemaliger Eingang zum Camp (mit dem Wachhäuschen auf der rechten Seite)
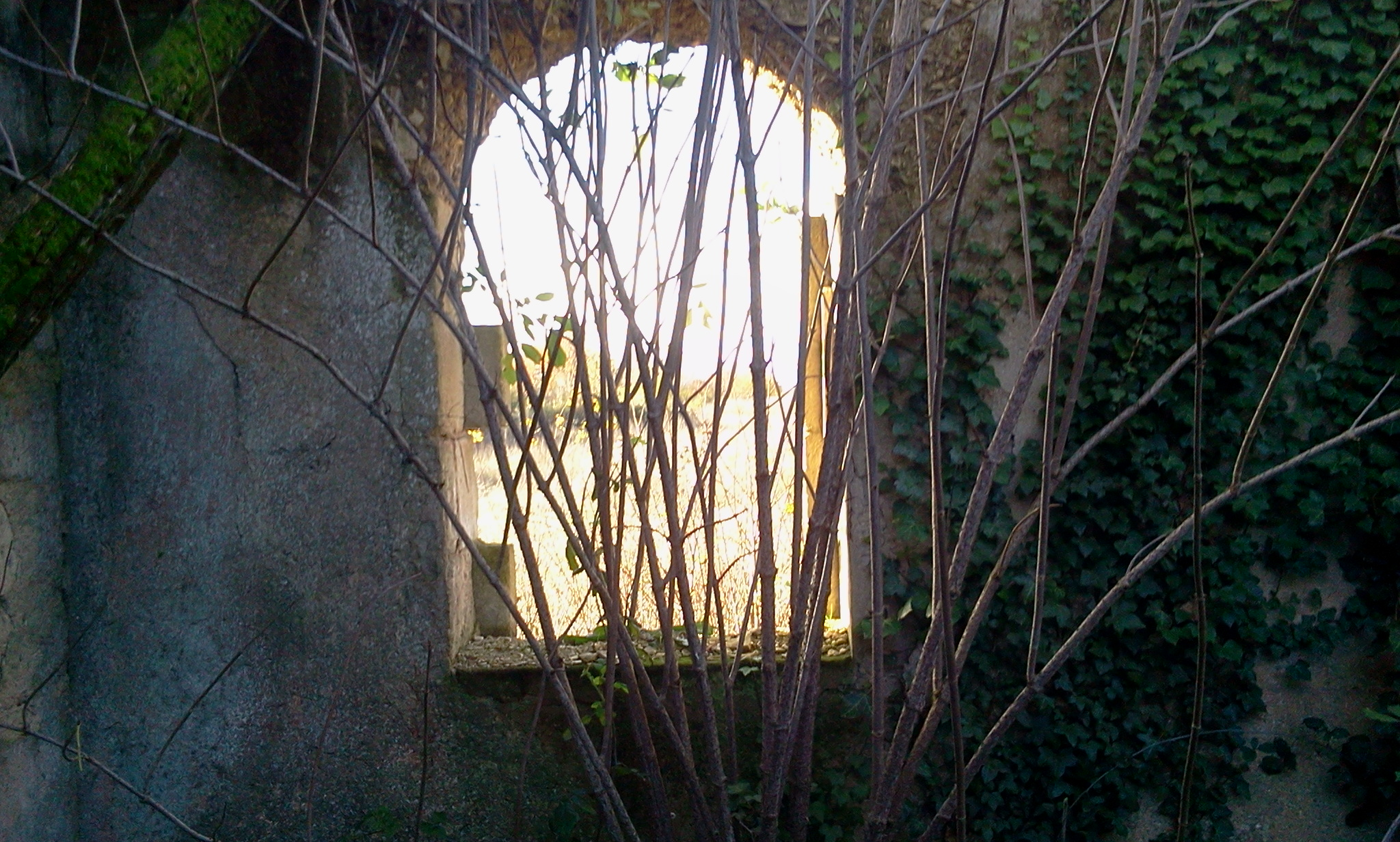
Blick ins Innere der ehemaligen Kapelle
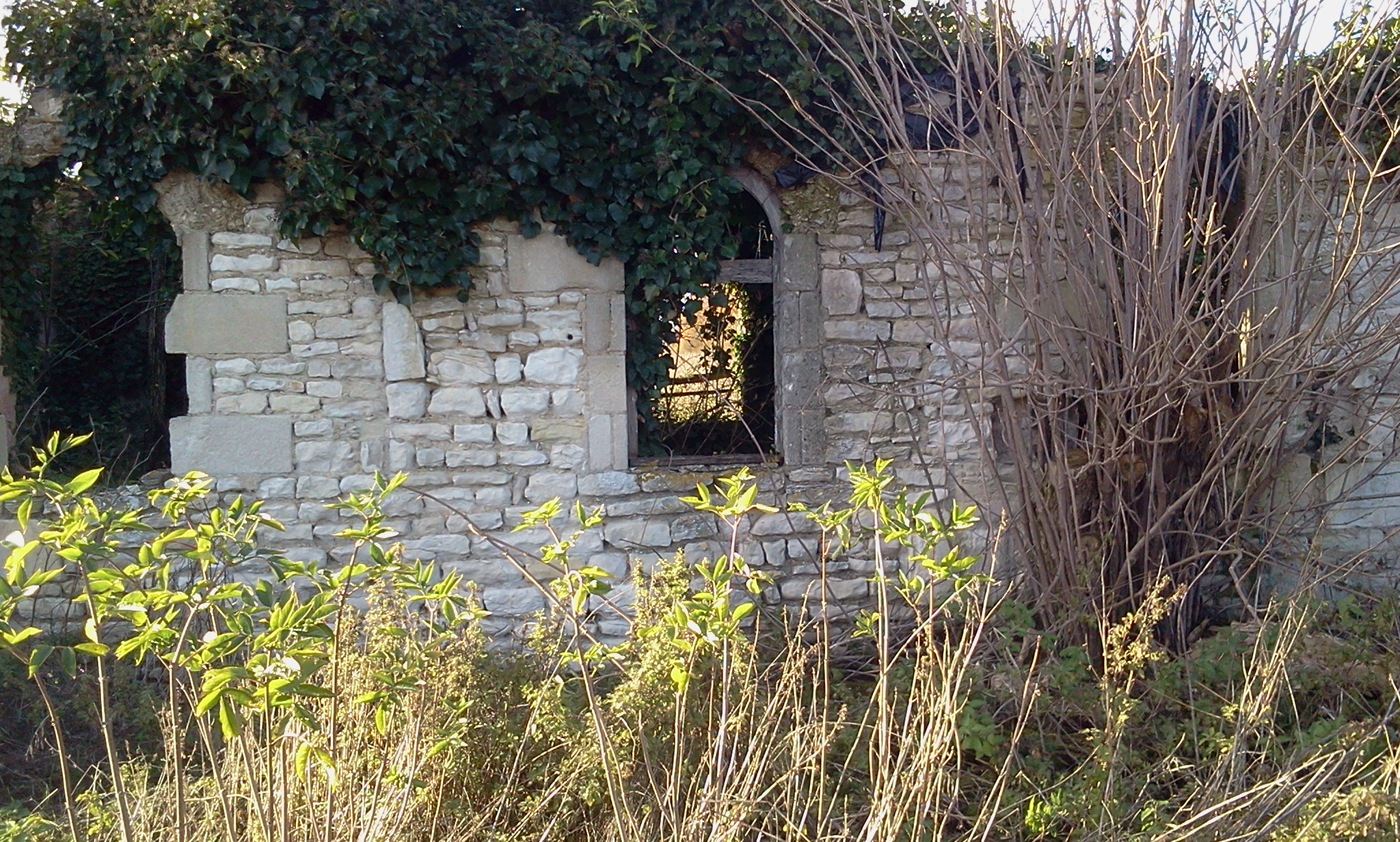
Außenansicht der ehemaligen Kapelle
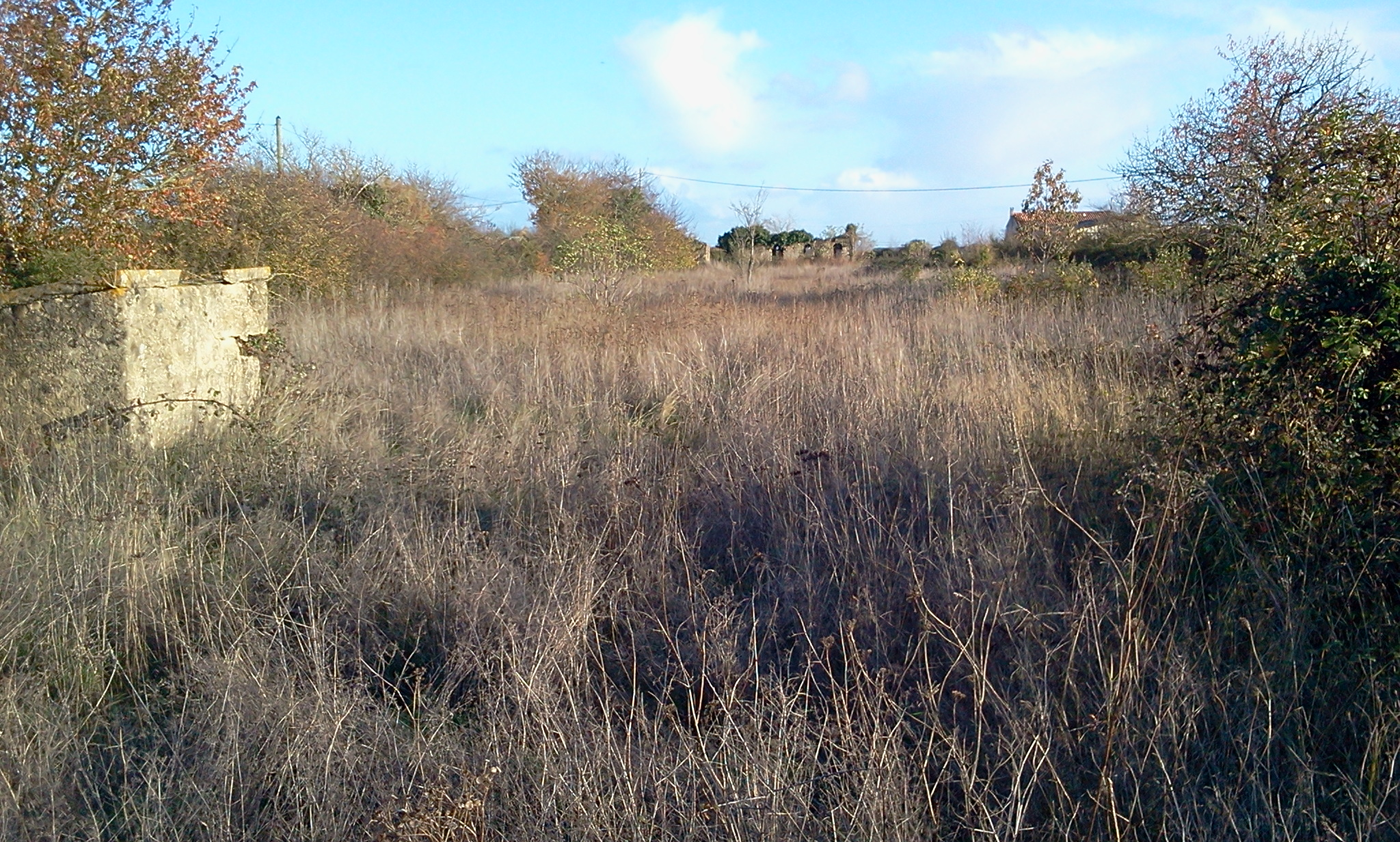
Abfallraum links Kapelle hinten

Étienne Servant nennt die Jahre von 1941 bis 1946 als zeitlichen Hintergrund. Das passt zu den in anderen Quellen geäußerten Aussagen, dass das Lager auf Befehl der Deutschen auf dem Gelände des Observatoriums von Prin-Deyrançon errichtet worden sei. Auch die Zeitung La Nouvelle Republique schreibt, dass das Lager Nr. 93 mit einer Kapazität von 3.900 Personen auf Befehl der Deutschen errichtet worden sei, um dort französische Gefangene zusammenzufassen. Welche Art von Gefangenen die Deutschen hier festhielten, bleibt weitgehend unklar. In der Kurzbeschreibung von Servants Dokumentarfilm heißt es, habe sich um Menschen gehandelt, die sich dem Service du travail obligatoire (STO), dem Pflichtarbeitsdienst für Franzosen zum Einsatz in der deutschen Kriegswirtschaft, widersetzt hätten. Der STO wurde allerdings erst 1943 gegründet.
Was sich in dem Lager rund um die Befreiung Frankreichs abspielte, ist nicht dokumentiert. Erst während der Kämpfe um den Kessel von La Rochelle („la poche de La Rochelle“) passierte das, was nach La Nouvelle Republique eine Umkehrung der bisherigen Lagergeschichte bedeutete: Nun waren es die Franzosen, die dort deutsche Gefangene internierten. Diese Wiederinbetriebnahme des Lagers hing wohl auch mit dessen Lage an der Bahnlinie Niort-La Rochelle und dem vorhandenen Bahnhof zusammen, wodurch die Transfers von Gefangenen erleichtert wurden.
Die ab Mai 1945 in Prin-Deyrançon untergebrachten deutschen Kriegsgefangenen bildeten ein Reservoir an Arbeitskräften für den lokalen Wiederaufbau. Laut AJPN arbeitete im Juli 1946 2.973 Internierte außerhalb des Lagers, hauptsächlich in den Bereichen Landwirtschaft und Industrie oder für die Gemeinden. Ein weiteres Einsatzgebiet sei die Torfgewinnung gewesen.
Wann das Lager aufgelöst wurde, ist nicht bekannt.

## Bevölkerungsentwicklung
| Jahr                       | 1962 | 1968 | 1975 | 1982 | 1990 | 1999 | 2006 | 2019 |
| Einwohner                  | 479  | 443  | 451  | 462  | 436  | 459  | 541  | 600  |
| Quellen: Cassini und INSEE |      |      |      |      |      |      |      |      |

## Sehenswürdigkeiten

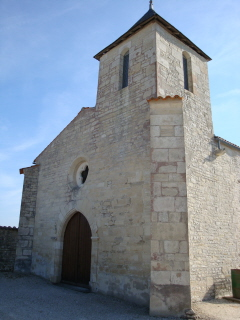
Kirche Notre-Dame

- Kirche Notre-Dame in Dey aus dem 12. Jahrhundert
- Mühle
- Volkssternwarte

## Verkehr
Durch die Gemeinde führt die Nationalstraße N 11.
Prin-Deyrançon hat einen Haltepunkt an der Bahnstrecke Saint-Benoît–La Rochelle-Ville, dort verkehren TER-Züge von und nach La Rochelle-Ville und Poitiers.

## Film
- Étienne Servant: Camp de Prisonniers de Prin-Deyrançon. Dokumentarfilm mit Recherchen und Interviews über das französische Gefangenenlager Prin-Deyrançon (Verweigerer des STO (Service du travail obligatoire) und Kriegsgefangene). (1941–1946) unter deutscher Verwaltung von 1941 bis 1945.